# Associazione Calcio Fiorentina 1940-1941
Questa voce raccoglie le informazioni riguardanti l'Associazione Calcio Fiorentina della stagione 1940-1941.

## Stagione
La Fiorentina di questa stagione domina le prime sette giornate prima di crollare: il 24 novembre a Torino dove fu battuta dai granata per 6-2 ma riesce a lottare alla pari con i migliori fino in fondo (terza a pari merito con il Milan a cinque punti dallo scudetto). Nei momenti decisivi le sono mancati gli uomini decisivi, ma la Fiorentina dell'allenatore Giuseppe Galluzzi è squadra che da spettacolo (con 2 reti di media a partita) ed è una formazione giovane e dai buoni propositi.
In questa stagione arriva alla Fiorentina la giovane mezz'ala Ferruccio Valcareggi, mentre la macchina da gol è ancora Romeo Menti. La società rinuncia a partecipare alla Coppa Mitropa a causa dello scoppio della seconda guerra mondiale. In Coppa Italia la Fiorentina arriva fino ai quarti di finale, e dopo aver eliminato Sampdoria e Juventus viene a sua volta eliminata dalla Roma con un secco 4-1.

## Divise
| Casa | Trasferta |

## Rosa
| N. |                   | Ruolo | Calciatore                 |
| -- | ----------------- | ----- | -------------------------- |
|    | Italia (bandiera) | P     | Ugo Innocenti              |
|    | Italia (bandiera) | P     | Luigi Griffanti (capitano) |
|    | Italia (bandiera) | D     | Mario Lovati               |
|    | Italia (bandiera) | D     | Giuseppe Geigerle          |
|    | Italia (bandiera) | D     | Giacinto Ellena            |
|    | Italia (bandiera) | D     | Armando Frigo              |
|    | Italia (bandiera) | D     | Giuseppe Bigogno           |
|    | Italia (bandiera) | D     | Carlo Piccardi             |
|    | Italia (bandiera) | C     | Gipo Poggi                 |

| N. |                    | Ruolo | Calciatore            |
| -- | ------------------ | ----- | --------------------- |
|    | Italia (bandiera)  | C     | Giovacchino Magherini |
|    | Italia (bandiera)  | C     | Romeo Menti           |
|    | Italia (bandiera)  | C     | Pasquale Morisco      |
|    | Italia (bandiera)  | C     | Pietro Degano         |
|    | Italia (bandiera)  | A     | Giuseppe Baldini      |
|    | Italia (bandiera)  | A     | Ferruccio Valcareggi  |
|    | Italia (bandiera)  | A     | Dante Di Benedetti    |
|    | Italia (bandiera)  | A     | Romano Penzo          |
|    | Austria (bandiera) | A     | Engelbert Koenig      |

## Risultati

### Serie A

#### Girone di andata
| Arbitro: | Zelocchi (Modena) |

|                                                  |           |                       |
| Menti II 37’ (rig.) Baldini 60’ Di Benedetti 75’ | Marcatori | 15’, 51’, 76’ Gabardo |

| Arbitro: | Scarpi (Dolo) |

|  |           |                             |
|  | Marcatori | 18’ Valcareggi 20’ Menti II |

| Arbitro: | Biancone (Roma) |

|                          |           |                          |
| Menti II 46’, 74’ (rig.) | Marcatori | 1’ Barberis 62’ Pasinati |

| Arbitro: | Galeati (Bologna) |

|  |           |                             |
|  | Marcatori | 70’ Di Benedetti 81’ Degano |

| Arbitro: | Moretti (Genova) |

|                                                               |           |                    |
| Di Benedetti 11’, 82’ Menti II 24’, 86’ (rig.) Valcareggi 39’ | Marcatori | 41’ Carta 75’ Stua |

| Arbitro: | Barlassina (Novara) |

|                  |           |  |
| Tagliasacchi 28’ | Marcatori |  |

| Arbitro: | Scorzoni (Bologna) |

|               |           |            |
| Valcareggi 7’ | Marcatori | 59’ Amadei |

| Arbitro: | Scarpi (Dolo) |

|                                                           |           |                       |
| Ossola 10’, 50’, 65’ Ussello 20’ Capri 55’ Mascheroni 89’ | Marcatori | 3’ Baldini 17’ Degano |

| Arbitro: | Galeati (Bologna) |

|            |           |             |
| Degano 20’ | Marcatori | 35’ Peretti |

| Arbitro: | Scorzoni (Bologna) |

|                         |           |             |
| Busidoni 2’ Alberti 69’ | Marcatori | 80’ Baldini |

| Arbitro: | Mazza (Torre del Greco) |

|                                                |           |  |
| Di Benedetti 6’ Degano 31’ Valcareggi 77’, 80’ | Marcatori |  |

| Arbitro: | Scarpi (Dolo) |

|                                     |           |            |
| Buscaglia 38’ Boffi 63’ Menti I 86’ | Marcatori | 53’ Degano |

| Arbitro: | Mattea (Torino) |

|                                                           |           |                                                         |
| Reguzzoni 26’ Puricelli 29’, 47’ Andreoli 39’ Biavati 51’ | Marcatori | 70’ (aut.) Pagotto 76’ Di Benedetti 86’ (rig.) Menti II |

| Arbitro: | Zelocchi (Modena) |

|                   |           |                |
| Menti II 56’, 67’ | Marcatori | 53’ Lombardini |

| Arbitro: | Carpani (Milano) |

|                                 |           |                                                  |
| Gabetto 64’ Colaussi 78’ (rig.) | Marcatori | 57’ Magherini 69’ (aut.) Capocasale 70’ Menti II |

#### Girone di ritorno
| Arbitro: | Scorzoni (Bologna) |

|  |           |                  |
|  | Marcatori | 51’ Di Benedetti |

| Arbitro: | Scarpi (Dolo) |

|              |           |                        |
| Menti II 58’ | Marcatori | 22’ Barrera 44’ Quario |

| Arbitro: | Scorzoni (Bologna) |

|                          |           |  |
| Barberis 2’ Pasinati 67’ | Marcatori |  |

| Arbitro: | Dattilo (Roma) |

|                             |           |               |
| Valcareggi 28’ Menti II 60’ | Marcatori | 10’ Guarnieri |

| Arbitro: | Ciamberlini (Genova) |

|              |           |           |
| Angelini 19’ | Marcatori | 33’ Penzo |

| Arbitro: | Mattea (Torino) |

|                                                                       |           |                                    |
| Simontacchi 31’ (aut.) Menti II 36’ (rig.) Penzo 40’ Di Benedetti 65’ | Marcatori | 42’, 67’ Tagliasacchi 77’ Tosolini |

| Arbitro: | Galeati (Bologna) |

|                   |           |             |
| Coscia 67’ (rig.) | Marcatori | 56’ Baldini |

| Arbitro: | Scarpi (Dolo) |

|                                      |           |                  |
| Di Benedetti 37’ Menti II 41’ (rig.) | Marcatori | 6’ (aut.) Lovati |

| Bergamo 23 marzo 1941 24ª giornata | Atalanta       | 0 – 0 | Fiorentina | Stadio Mario Brumana\| Arbitro: \| Dattilo (Roma) \| |
| Arbitro:                           | Dattilo (Roma) |       |            |                                                      |

| Arbitro: | Mazza (Torre del Greco) |

|                       |           |             |
| Baldini 43’ Penzo 68’ | Marcatori | 73’ Mazzola |

| Arbitro: | Saracini (Ancona) |

|            |           |  |
| Isetto 85’ | Marcatori |  |

| Arbitro: | Bertolio (Torino) |

|                   |           |                    |
| Poggi II 48’, 68’ | Marcatori | 5’, 43’, 65’ Boffi |

| Arbitro: | Moretti (Genova) |

|                          |           |  |
| Penzo 32’, 66’ König 87’ | Marcatori |  |

| Arbitro: | Cardinali (Milano) |

|                                  |           |              |
| Gualtieri 7’, 44’ Piola 53’, 72’ | Marcatori | 52’ Menti II |

| Arbitro: | Coletti (Treviso) |

|                                                     |           |  |
| Menti II 21’ Di Benedetti 55’, 66’, 73’ Morisco 77’ | Marcatori |  |

### Coppa Italia
| Arbitro: | Bernardi (Bologna) |

|                  |           |  |
| Di Benedetti 68’ | Marcatori |  |

| Arbitro: | Scorzoni (Bologna) |

|                                                             |           |                                       |
| Penzo 7’ Menti 62’ (rig.) Morisco 70’, 72’ Di Benedetti 81’ | Marcatori | 25’ Gabetto 27’ Borel 79’ (rig.) Rava |

| Arbitro: | Barlassina (Novara) |

|                                      |           |           |
| Amadei 4’ Pantó 61’ Krieziu 77’, 84’ | Marcatori | 79’ Poggi |

## Statistiche

### Statistiche di squadra
| Competizione | Punti | In casa | In casa | In casa | In casa | In casa | In casa | In trasferta | In trasferta | In trasferta | In trasferta | In trasferta | In trasferta | Totale | Totale | Totale | Totale | Totale | Totale | DR  |
| Competizione | Punti | G       | V       | N       | P       | Gf      | Gs      | G            | V            | N            | P            | Gf           | Gs           | G      | V      | N      | P      | Gf     | Gs     | DR  |
| ------------ | ----- | ------- | ------- | ------- | ------- | ------- | ------- | ------------ | ------------ | ------------ | ------------ | ------------ | ------------ | ------ | ------ | ------ | ------ | ------ | ------ | --- |
| Serie A      | 34    | 15      | 10      | 3       | 2       | 42      | 21      | 15           | 4            | 3            | 8            | 18           | 28           | 30     | 14     | 6      | 10     | 60     | 49     | +11 |
| Coppa Italia |       | 2       | 2       | 0       | 0       | 6       | 3       | 1            | 0            | 0            | 1            | 1            | 4            | 3      | 2      | 0      | 1      | 7      | 7      | 0   |
| Totale       |       | 17      | 12      | 3       | 2       | 48      | 24      | 16           | 4            | 3            | 9            | 19           | 32           | 33     | 16     | 6      | 11     | 67     | 56     | +11 |

### Statistiche dei giocatori
| Giocatore       | Serie A  | Serie A | Coppa Italia | Coppa Italia | Totale   | Totale |
| Giocatore       | Presenze | Reti    | Presenze     | Reti         | Presenze | Reti   |
| --------------- | -------- | ------- | ------------ | ------------ | -------- | ------ |
| G. Baldini      | 27       | 5       | 1            | 0            | 28       | 5      |
| G. Bigogno      | 21       | 0       | 1            | 0            | 22       | 0      |
| P. Degano       | 14       | 5       | 0            | 0            | 14       | 5      |
| D. Di Benedetti | 28       | 13      | 3            | 2            | 31       | 15     |
| G. Ellena       | 30       | 0       | 3            | 0            | 33       | 0      |
| A. Frigo        | 10       | 0       | 2            | 0            | 12       | 0      |
| G. Geigerle     | 22       | 0       | 3            | 0            | 25       | 0      |
| L. Griffanti    | 29       | 0       | 1            | 0            | 30       | 0      |
| U. Innocenti    | 1        | 0       | 2            | 0            | 3        | 0      |
| E. Koenig       | 2        | 1       | 0            | 0            | 2        | 1      |
| M. Lovati       | 10       | 0       | 0            | 0            | 10       | 0      |
| G. Magherini    | 3        | 1       | 0            | 0            | 3        | 1      |
| R. Menti        | 29       | 17      | 3            | 0            | 32       | 17     |
| P. Morisco      | 4        | 1       | 3            | 2            | 7        | 3      |
| R. Penzo        | 13       | 5       | 3            | 1            | 16       | 6      |
| C. Piccardi     | 27       | 0       | 3            | 0            | 30       | 0      |
| G. Poggi        | 30       | 2       | 3            | 1            | 33       | 3      |
| F. Valcareggi   | 30       | 7       | 2            | 0            | 32       | 7      |